# Хорошёво (платформа Рязанского направления)
Хорошёво (также используется название Хорошово) — остановочный пункт Рязанского направления Московской железной дороги в Коломенском городском округе Московской области. Находится в селе Нижнее Хорошово.
О.п. имеет две платформы. На одной из них находится касса. Платформа не оборудованы турникетами. Между платформами Хорошёво и 113 км есть переезд.

## Движение
Пригородные поезда до Москвы ходят 19 раз в день, от Москвы — 21 раз (1 из Раменского) в день. На июнь 2022 года полная стоимость проезда составляет 270 рублей.